# Viddesgärde
Viddesgärde är en bebyggelse strax norr om Ödsmål i Stenungsunds kommun i Västra Götalands län. SCB avgränsade området från 2015 till 2023 som en del av tätorten Ödsmål, för att från 2023 klassa området som en separat småort.